# Bělokvět

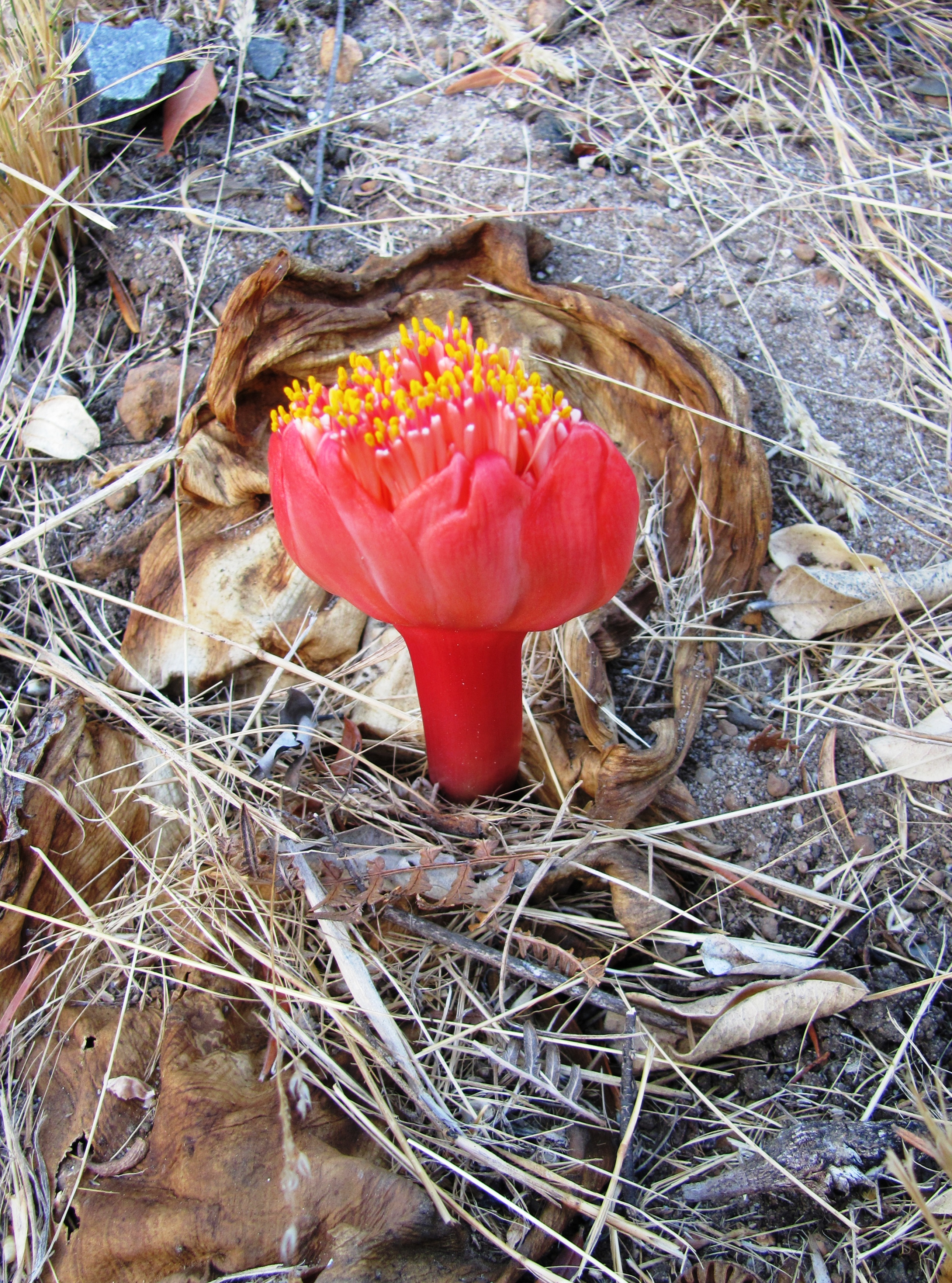
Květenství bělokvětu šarlatového

Bělokvět (Haemanthus) je rod jednoděložných rostlin z čeledi amarylkovité. Jsou to dužnaté, vytrvalé cibuloviny s malým počtem dvouřadě uspořádaných listů. Některé druhy v suchém období zatahují, jiné jsou stálezelené. Květy jsou bílé, růžové nebo červené, uspořádané v hustých okolících. Plodem je bobule. Rod zahrnuje 22 druhů a je rozšířen výhradně v jižní Africe. Největší počet druhů roste v Kapsku. Rod byl v roce 1976 rozdělen na 2 rody, celkem 9 druhů podrodu Nerissa bylo přeřazeno do nového rodu Scadoxus. Původní české jméno krvokvět bylo přeneseno na tento nový rod, zahrnující výhradně červeně kvetoucí zástupce, a pro rod Haemanthus bylo navrženo nové jméno bělokvět.
Nejznámějším a nejčastěji pěstovaným druhem je bělokvět bělokvětý, známý pod lidovým názvem sloní ucho. Bělokvěty obsahují účinné alkaloidy a jsou jedovaté. V minulosti byly využívány v tradiční jihoafrické medicíně.

## Popis
Bělokvěty jsou sezónně zatahující nebo v případě druhů Haemanthus albiflos, H. deformis a H. pauculifolius stálezelené, vytrvalé byliny. Cibule jsou poměrně velké, s dužnatými a často dvouřadě rozloženými suknicemi. U druhů pocházejících ze suchých oblastí bývají cibule uložené hluboko v zemi. Listy jsou dužnaté, vzpřímené nebo rozestálé, řemenovité až eliptické, často tmavozeleně nebo červeně žíhané, u některých druhů chlupaté. Nejčastěji jsou dva, řidčeji jen jeden nebo naopak až 6. Za květu mohou být zelené nebo suché.
Květy jsou bílé, růžové nebo červené, úzce až široce nálevkovité, pravidelné, s krátkou okvětní trubkou a úzce podlouhlými až kopinatými okvětními cípy. Jsou uspořádané ve staženém okolíku, spočívajícím na dužnatém, poněkud smáčklém stvolu. Květenství je podepřeno 4 nebo více listeny, které jsou často dužnaté. Tyčinky bývají delší než okvětí a jsou přirostlé v ústí okvětní trubky. Semeník je spodní, trojpouzdrý, v každém plodolistu je 1 nebo 2 vajíčka. Plodem jsou většinou dužnaté, bílé, oranžové nebo růžové, vejcovité nebo kulovité bobule. Semena jsou dužnatá a mají krátkou klíčivost.

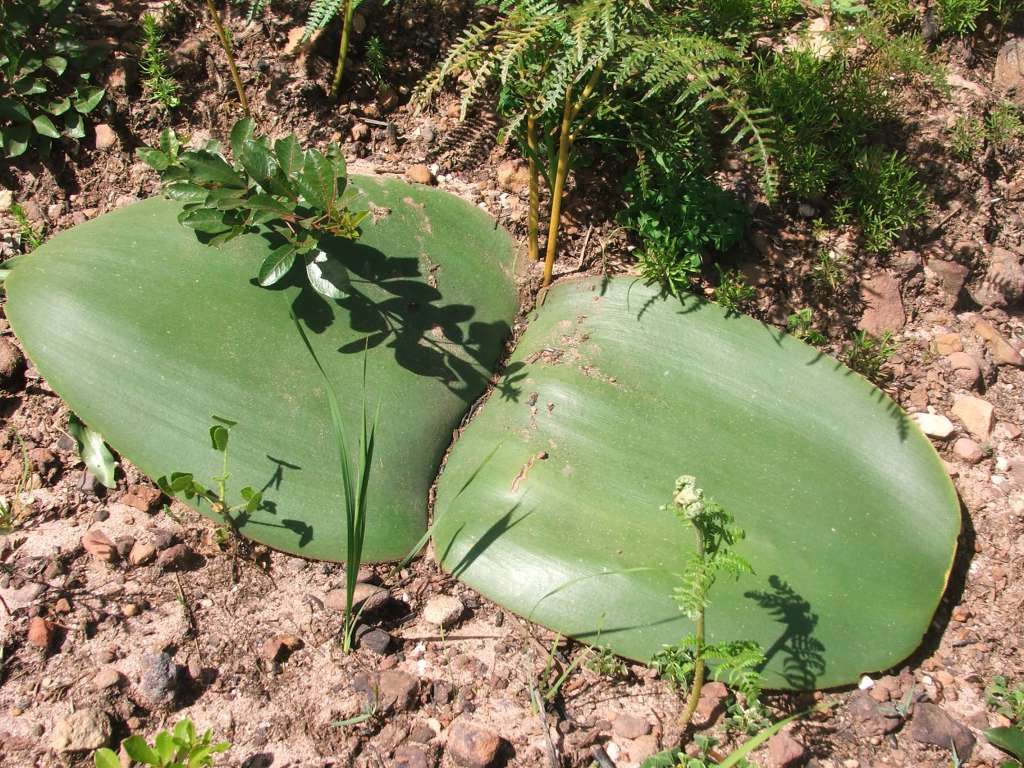
Listy Haemanthus sanguineus
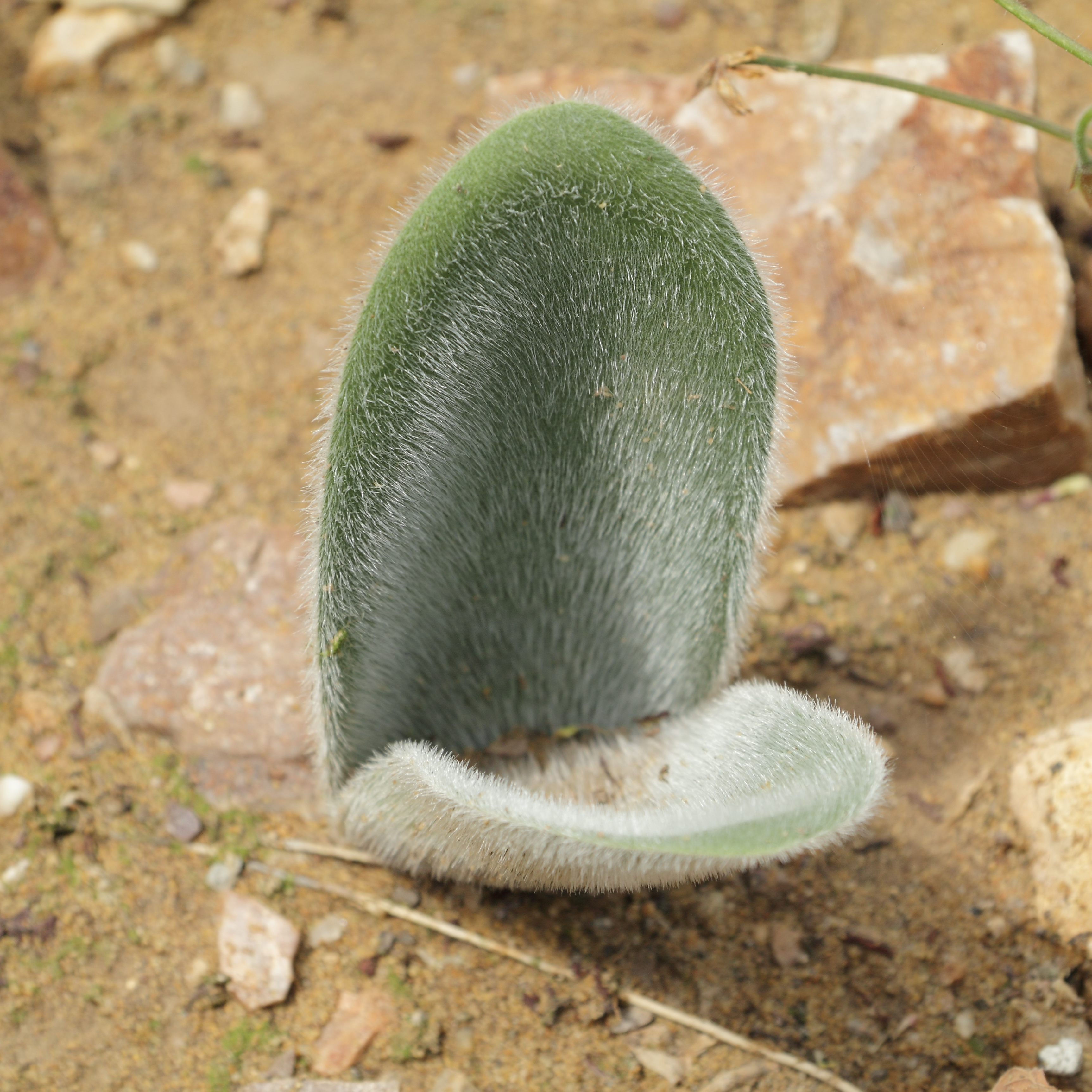
Listy H. humilis
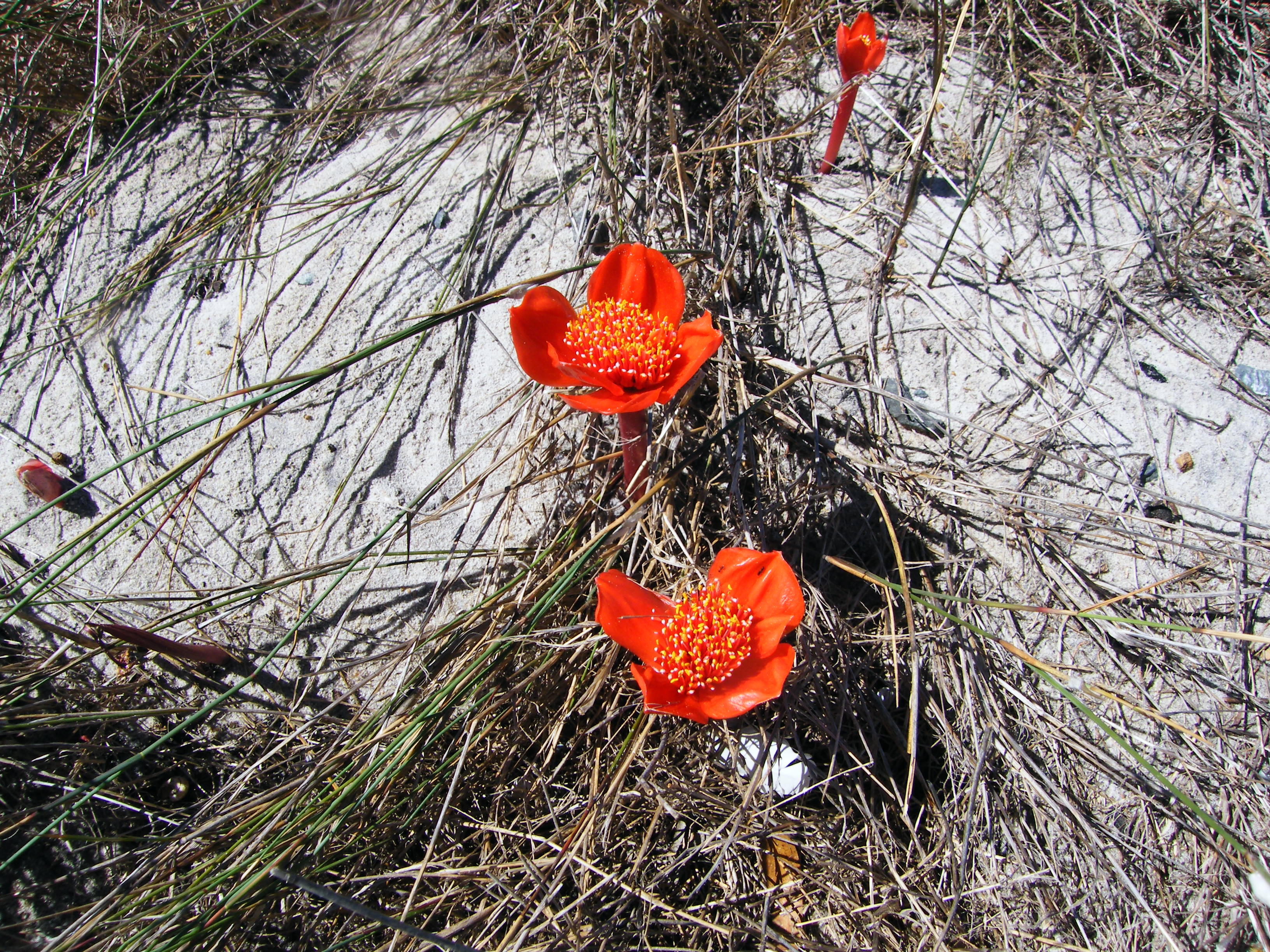
Kvetoucí H. pubescens
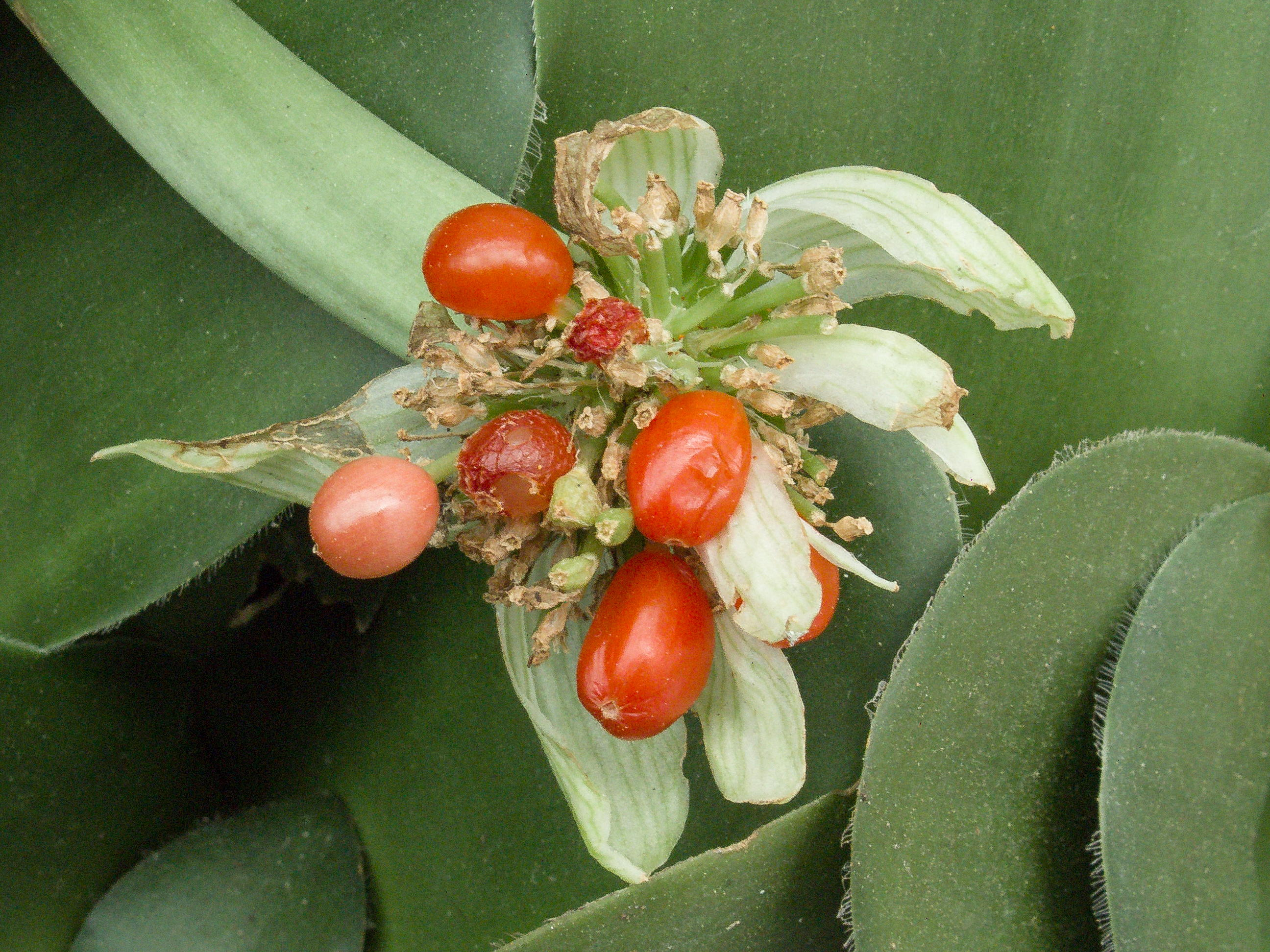
Plodenství bělokvětu bělokvětého

## Rozšíření
Rod bělokvět zahrnuje podle současné taxonomie 22 druhů
a je svým výskytem omezen výhradně na jižní Afriku.
Největší počet druhů roste v Kapsku, zejména v oblasti Namaqualand. Některé druhy se mimo Jihoafrické republiky vyskytují i v Namibii (Haemanthus coccineus, H. namaquensis, H. pubescens), jiné přesahují do Botswany (H. humilis, H. montanus). Druh H. avasmontanus je endemit Namibie. Nejběžnějším a nejrozšířenějším druhem v jihozápadním Kapsku je bělokvět šarlatový. Některé druhy jsou svým výskytem omezeny na relativně malé oblasti a navíc jsou ohrožené lidskou činností a invazními druhy. Náleží mezi ně zejména druhy H. canaliculatus, H. pumilio a H. nortieri.
Většina druhů (celkem 15) roste v oblastech se zimními dešti a horkým suchým létem, 6 druhů roste v oblastech s letními dešti. Pouze jediný druh, bělokvět bělokvětý, se vyskytuje v obou těchto oblastech.

## Historie
Bělokvět šarlatový byl dovezen do Evropy již na samém začátku 17. století a je tak jednou z prvních rostlin dovezených z Kapska. Poprvé vykvetl v Belgii v roce 1603.

## Ekologické interakce
Květy bělokvětů jsou poměrně drobné, avšak nahloučené v bohatých a hustých květenstvích. Obsahují hojný nektar a pyl. Navštěvují je zejména včely, červenokvěté druhy vyhledávají strdimilové, častým návštěvníkem je také pohledný babočkovitý motýl Aeropetes tulbaghia.
Plody většiny druhů jsou dosti nápadné a atraktivní, dosud však nebyl pozorován žádný druh zvířete, který by je konzumoval. Druh Haemanthus tristis má kožovité, za zralosti hnědé plody, které jsou po opadu k nerozeznání podobné bobkům jihoafrických antilop. Životní cyklus kapských druhů rostoucích v oblastech fynbos je spojen s periodickými požáry vegetace a rostliny vykvétají již do 2 týdnů po požáru společně se zástupci rodu cyrtantus (Cyrthanthus. Popel těmto rostlinám rostoucím na velmi chudých křemičitých půdách rovněž dodává živiny.

## Obsahové látky a jedovatost
Bělokvěty obsahují ve všech částech účinné fenantridinové alkaloidy, mezi jinými montanin, lykorin, albomakulin, lykorenin, kokcidin, hippeastrin a hemanthidin. Nejjedovatější částí je zřejmě cibule. Otrava se projevuje zejména silným sliněním, bolestmi břicha, průjmem, ztíženým dýcháním, při silnější otravě nastupují křeče, poruchy koordinace (ataxie), deprese a pokles krevního tlaku. Pokud je zapotřebí léčba, zaměřuje se zejména na průjem a s ním spojenou dehydrataci.

Alkaloid lykorin

## Taxonomie
Rod Haemanthus je v rámci čeledi Amaryllidaceae řazen do podčeledi Amaryllidoideae a tribu Haemantheae. V minulosti byl rozčleňován do 2 podrodů, subgen. Haemanthus a subgen. Nerissa, v roce 1976 byl podrod Nerissa přeřazen do samostatného rodu Scadoxus. Oba tyto rody jsou po morfologické i fytogeografické stránce dobře vymezené. Pro zástupce rodu Haemanthus (v novém pojetí) jsou charakteristické dužnaté, dvouřadě uspořádané listy bez zřetelné střední žilky a klasické cibule, často s dvouřadě uspořádanými suknicemi. Zahrnuje bělokvěté i červenokvěté zástupce a je svým rozšířením omezen na sezónně suché oblasti jižní Afriky. Naproti tomu zástupci rodu Scadoxus mají listy nedužnaté a se zřetelnou střední žilkou, listů bývá větší počet a nejsou dvouřadě rozložené. Mají buď oddenky nebo cibule s připojeným zkráceným oddenkem. Rod je rozšířen v celé subsaharské Africe a vesměs se vyskytuje na méně suchých stanovištích, některé druhy dokonce i v tropických deštných lesích.
Prvním popsaným druhem v rámci obou rodů byl Haemanthus coccineus. Rodové jméno je odvozeno z řeckých slov αίμα (krev) a ανθος (květ) a souvisí s jasně červenou barvou květů typového druhu. Paradoxně tento druh patří do skupiny s velkým podílem bělokvětých zástupců, podle pravidel botanické nomenklatury se však jedná o prioritní název pro danou skupinu. Druhému rodu náleží jméno Scadoxus podle druhu Scadoxus multiflorus, popsaného C.S. Rafinesquem v roce 1838. Nejznámějším a nejčastěji pěstovaným červeně kvetoucím zástupcem krvokvětu je krvokvět mnohokvětý, který se po rozdělení rodu ocitl v rodu Scadoxus. Český název krvokvět byl proto přenesen na tento nový rod, který zahrnuje pouze červeně a růžově kvetoucí zástupce, a pro rod Haemanthus v novém pojetí byl navržen nový název bělokvět.

## Zástupci
- bělokvět bělokvětý (Haemanthus albiflos)
- bělokvět šarlatový (Haemanthus coccineus)

## Význam

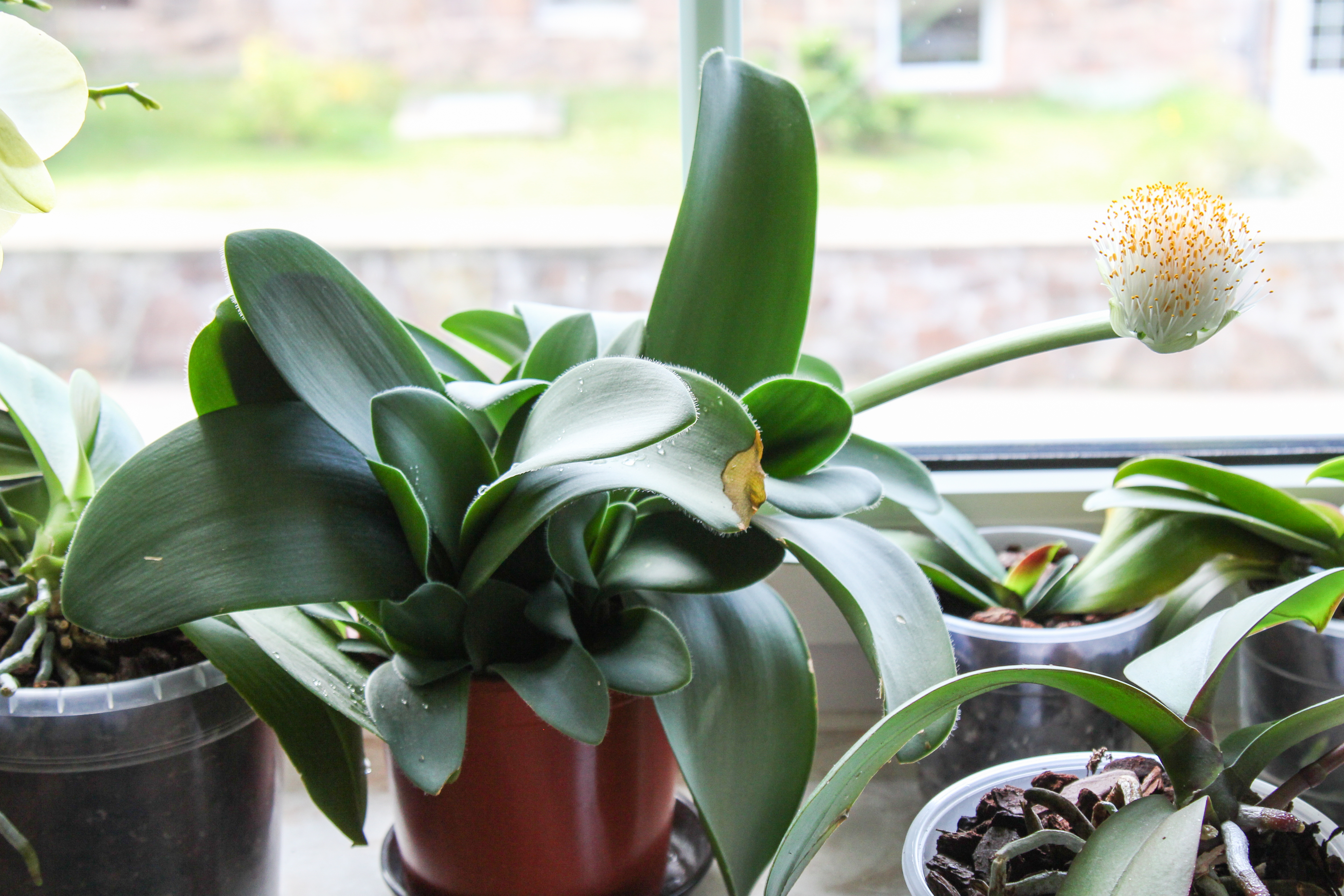
Bělokvět bělokvětý jako pokojová rostlina

Některé druhy jsou pěstovány jako okrasné rostliny a své místo mají i ve sbírkách sukulentů. Nejhojněji pěstovaným druhem je bělokvět bělokvětý, známý pod lidovým názvem sloní ucho. Na sukulent je poměrně vlhkomilný a nejlépe prospívá na polostinném stanovišti. Potřebuje podobně jako jiné sukulenty dobře propustnou půdu, jinak není náročný. Je to druh stálezelený, nezatahující, jemuž každoročně dorůstají jen 2 listy. Bělokvět šarlatový naproti tomu na léto zatahuje a kvete na podzim. Přes léto se zalévá jen omezeně. Cibuli je třeba zasadit tak, aby se její vrchol nacházel při povrchu půdy, a přes léto silně omezit zálivku. Existují i formy se světle lososovými nebo i bílými květy. Bělokvěty lze množit semeny, listovými řízky nebo odnožemi. Semena je třeba vysévat ihned po dozrání mělce pod povrch půdy. Rostliny kvetou třetím nebo čtvrtým rokem po výsevu.
Listy bělokvětů (zejména bělokvětu šarlatového) byly v minulosti v jižní Africe používány zevně při ošetřování hnisavých vředů, boláků a sněti. Extrakt z hlíz byl podáván jako diuretikum a při léčení astmatu. Obklady s rozmělněnými hlízami byly používány při léčení zlomených končetin u zvířat a byly přikládány přímo na postižené místo.